# رينزو روسو
رينزو روسو (بالإيطالية: Renzo Rosso)‏ هو رائد أعمال ومصمم أزياء إيطالي، ولد في 15 سبتمبر 1955 في Brugine ‏ في إيطاليا.

## وصلات خارجية
- arapic على موقع مونزينجر (الألمانية)